# 馬頭院 (栃木県那珂川町)
馬頭院（ばとういん）は、栃木県那須郡那珂川町にある真言宗智山派の寺院。

## 歴史
1217年（建保5年）、光宝法印によって開山された。光宝法印は醍醐寺の座主である。光宝法印の東国巡錫の折、当地で地蔵菩薩を本尊とする寺を創建したのが当寺の起源である。
その後、正和年間（1312年 - 1317年）に武茂好綱により馬頭観音が安置されている。
1692年（元禄5年）、水戸藩第2代藩主徳川光圀が訪れ、当寺を整備した。その際、本尊を地蔵菩薩から馬頭観音に変更、これまで「勝軍山十輪寺地蔵院」と称していたのを「武茂山十輪寺馬頭院」に改めた。当地の村名も「馬頭村」に改称した。

## 文化財
- 木造延命地蔵菩薩坐像（栃木県指定有形文化財 昭和32年8月30日指定）[3]
- 五鈷杵（栃木県指定有形文化財 平成6年8月23日指定）[4]
- 紺紙金字法華経（栃木県指定有形文化財 平成6年8月23日指定）[5]
- 馬頭院の枝垂栗（栃木県指定天然記念物 昭和32年8月30日指定）[6]
- 木造馬頭観世音菩薩立像（那珂川町指定文化財 昭和43年3月13日指定）[7]
- 木造欄間彫刻（那珂川町指定文化財 平成15年7月17日指定）[7]

## 交通アクセス
- 宇都宮ICより車50分。